# 스사키 유이
스사키 유이(일본어: 須崎 優衣, 1999년 6월 30일~)는 일본의 자유형 레슬링 선수이다. 일본 도쿄에서 열린 2020년 하계 올림픽에서 여자 자유형 -50kg 금메달을 획득했다.

## 경력
지바현 마쓰도시에서 태어난 스사키 유이는 와세다 대학 레슬링부 출신인 아버지의 영향을 받았고 마쓰도 시립 로쿠미 제3초등학교 1학년 시절부터 마쓰도 주니어 레슬링 클럽에서 레슬링을 시작했다. 초등학교 3학년 시절에 열린 전국 소년 소녀 선수권 대회에서 우승했다. 4학년 시절에는 2위를 기록했으나 5학년과 6학년 시절에 2연패를 달성했다. 스사키는 이 때부터 자신이 동경하던 레슬링 선수인 요시다 사오리처럼 올림픽에서 금메달을 따고 싶다는 진지한 생각을 했다.
2012년에 마쓰도 시립 로쿠미 중학교에 입학한 그는 전국 중학생 선수권과 전국 중학교 선발 선수권에서 각각 3연패를 달성했고 중학교 6관왕을 달성했다. 또한 중학교 2학년부터는 일본 올림픽 위원회가 유망 선수를 모아서 엘리트 교육을 실시하는 기숙사인 JOC 엘리트 아카데미에 입문함으로써 기타구립 이나즈케 중학교로 전학을 가게 된다. 이 때부터 내셔널 트레이닝 센터에서 세계 선수권에서 5번 우승한 코치인 요시무라 쇼코 등의 지도로 훈련을 쌓게 된다. 일본 레슬링 협회 관계자들은 "스사키는 몸, 특히 다리·허리에서 나오는 힘이 대단하다. 그는 이초 가오리의 중학교 시절과 꼭 닮았다. 또한 속도도 있고 타이밍을 잡는 방법도 탁월하다. 확실히 나오는 선수이다."라고 평가했다. 그는 중학교 2학년부터 주니어 퀸스컵과 주니어 올림픽에서 각각 4연패를 달성했고 전일본 여자 오픈 레슬링 선수권 대회에서는 3연패를 달성했다. 이어 클리판 여자 국제 레슬링 대회에서도 3연패를 달성했다. 중학교 3학년 때에는 세계 유스 레슬링 선수권 대회 자유형 -43kg급에서 모든 경기에 테크니컬 폴 승리, 폴 승리를 거두어 압승했다. 이로써 그는 중학교 시절에 국내외 모든 시합에서 승리하게 되었다. 또한 일본 레슬링 협회로부터 중학생으로는 유일하게 2020년 도쿄 하계 올림픽을 위한 강화 선수로 만들려는 타겟 선수로 선정되었다.
2015년에는 도쿄도에 위치한 아베 가쿠인 고등학교에 입학했다. 1학년 시절에는 세계 유스 선수권 -46kg급에 출전했는데 지난 해에 이어 모든 경기에서 무실점 기술 폴 승리, 폴 승리를 거두며 2계급 제패를 달성했다. 일본 제1의 시니어 레슬링 선수를 가리는 전일본 레슬링 선수권 대회에서는 세계 챔피언인 도사카 에리가 출전하지 않은 행운을 안고 결승까지 올라가지만 자위대 체육학교에 재학 중이던 7세 연상의 선수인 이리에 유키에게 0-10 테크니컬 폴 패배를 당했다. 이에 따라 중학교 1학년 때부터 세계 레슬링 연합(UWW) 룰에서 쌓아온 연승 기록이 83연승에서 멈췄다. 다만 초등학교 때도 포함하면 5학년 때부터 지지 않았기 때문에 연승 기록은 100연승을 넘었을 것으로 추정된다.
2학년 때에 전일본 선발 레슬링 선수권 대회에 출전한 스사키는 결승전에서 전년도 전일본 여자 레슬링 선수권 대회에서 패배했던 이리에에게 7-3 승리를 기록면서 설욕했다. 또한 2011년에 우승한 도쇼 사라에 이어 사상 2번째로 이번 대회의 우승을 장식했다. 세계 유스 레슬링 선수권 대회에서 -49kg급에 출전한 그는 모든 경기를 무실점 폴 혹은 테크니컬 폴로 승리해 대회 3연패, 3계급 제패를 장식했다. 또한 같은 해에 열린 국민체육대회 자유형 -53kg급에서는 결승에서 전일본 -55kg급 챔피언인 스가와라 히카리에게 테크니컬 폴 승리를 기록하면서 우승했다. 전일본 레슬링 선수권 대회에서는 준결승까지 모두 10-0 테크니컬 폴 승리를 달성했고 결승에서는 아오야마 가쿠인 대학 1학년 선수인 가가타 기카에 5-0으로 승리해 첫 우승을 장식했다. 2017년 1월에는 첫 시니어 국제 대회 출전이 된 야리긴 그랑프리에서 우승했고 같은 해 2월에 열린 클리판 여자 국제 레슬링 대회에서도 우승을 장식했다.
3학년 시절에는 4월에 열린 주니어 퀸스컵 주니어부에서 우승을 차지했고 아시아 레슬링 선수권 대회에서도 우승했다. 6월에는 전일본 선발 선수권 대회에서 2연패를 달성해 세계 선수권 대표로 선발되었다. 세계 선수권 대회에서는 8강전까지 압승했고 준결승에서는 조선민주주의인민공화국의 김성향에 5-2 승리를 기록했다. 결승전에서는 루마니아의 알리나 부크와 맞붙었는데 초반에는 2-4로 뒤졌다. 그러나 롤링 등에서 잇달아 포인트를 쌓으면서 14-4 테크니컬 폴 승리를 거두었고 18세에 세계 챔피언에 오르는 영예를 안게 된다. 고등학생 시절에 세계 선수권 대회에 우승한 것은 2002년에 일본의 이초 가오리 이후 처음이다. 레슬링 월드컵에서는 중국과의 결승전을 시작으로 전승을 거두어 일본의 우승에 공헌했다. 같은 해 12월에 열린 전일본 레슬링 선수권에서는 신체급인 -50kg급에 출전했으나 준결승전에서 이리에에게 0-10 테크니컬 폴패를 당했다. 따라서 2년 전에 이번 대회에서 같은 이리에에게 패한 이래 계속되어 온 연승 기록이 63연승에서 멈추게 되었다. 2018년 2월에 열린 클리판 국제 레슬링 대회에서는 결승에서 올림픽 2회 연속 은메달리스트인 아제르바이잔의 마리야 스타드니크와 맞붙었다. 초반에는 1-2로 뒤지고 있다가 종료 직전에 포인트를 되찾아 2-2가 되어 마지막 포인트를 올림으로써 승리하게 되었다.
2018년 4월부터는 와세다 대학 스포츠 과학부에 진학했고 주니어 퀸스컵 주니어부에서 2연패를 달성했다. 6월에 열린 전일본 선발 선수권 대회에서는 결승에서 이리에에 폴 승리를 기록하여 3연패를 달성했다. 2017년 12월에 열린 전일본 선수권에서는 이리에가 우승했기 때문에 2018년 7월에 열린 세계 선수권 대회 대표 자리를 걸고 이리에와 플레이오프에서 대전하게 되었다. 그는 3-4로 뒤지고 있던 종료 15초 전에 태클을 가하여 6-4 역전승을 따내면서 국가대표 자리에 오르게 된다. 같은 해 9월에 열린 세계 주니어 선수권 대회에서는 모든 경기에서 10-0 테크니컬 폴 승리를 기록하면서 우승을 차지했다. 같은 해 세계 레슬링 선수권 대회에서는 결승전에서 스타드니크를 10-0으로 꺾은 것을 시작으로 모든 경기를 폴 내지 테크니컬 폴로 승리해 대회 2연패를 장식했다. 그러나 같은 해 12월에 열린 전일본 선수권 대회는 왼쪽 팔꿈치의 탈구와 인대 파열로 인해 출전하지 않았다.
복귀전이 된 2019년 4월 주니어 퀸스컵에서는 준결승전까지 압승햇지만 결승전에서 지가쿠칸 대학 소속인 요시모토 레미나에 2-1 진땀승을 기록하면서 우승을 차지했다. 같은 해 6월에 열린 전일본 선발 선수권 대회에서는 이리에와의 첫 경기에서 종료 2초 전에 태클을 가하여 역전승하는 등 결승에 진출했다. 2016년 리우데자네이루 하계 올림픽 금메달리스트인 도사카 에리와의 결승전에서는 10-0 테크니컬 폴 승리를 기록하면서 우승을 장식했다. 이에 따라 2018년 전일본 선수권 대회에서 승리한 이리에와 세계 선수권 대표를 놓고 다투게 되었다. 그러나 7월에 열린 플레이오프에서 이리에에게 1-6으로 패배하여 세계 선수권 대표 자리를 놓쳤다. 이리에는 세계 선수권에서 메달을 획득하여 2020년 도쿄 하계 올림픽 대표로 내정되었다. 스사키는 도쿄 올림픽 출전의 길이 무너졌다고 생각했다. 하지만 이리에가 8강전에서 탈락하면서 스사키에게도 올림픽 출전의 기회가 남게 되었다. 그는 8월에 열린 세계 주니어 선수권 대회에서 2연패를 달성했고 이로써 유스, 주니어, 시니어에서 통산 7번째 세계 타이틀을 획득했다. 스사키는 세계 레슬링 선수권 대회에서 31경기 가운데 29경기에서 완봉승을 기록했고 상대에게 득점을 안겨준 것은 불과 2경기에 불과했다. 그의 통산 세계 레슬링 선수권 대회 합계 스코어는 290-6이 되었다. 스사키는 2019년 11월에 나리타에서 개최된 월드컵에서 전승을 달성하여 일본 대표팀의 대회 5연패에 공헌했다.
2020년 도쿄 하계 올림픽 대표 자리를 둘러싼 최종 결선이 된 2019년 12월의 전일본 레슬링 선수권 대회에서는 준결승에서 도사카를 6-0으로 꺾었고 결승에서는 이리에를 2-1로 꺾고 우승을 차지했다. 또한 2021년 4월에 행해진 도쿄 올림픽 레슬링 아시아 지역 예선에서 1위를 차지하여 자유형 -50kg급 올림픽 출전권을 획득했고 스사키는 도쿄 올림픽 대표로 참가하게 된다. 스사키는 2021년 7월 23일에 열린 2020년 도쿄 하계 올림픽 개막식에서 남자 농구 선수인 하치무라 루이와 함께 일본 선수단의 기수를 맡았다. 2021년 8월에 열린 도쿄 올림픽 레슬링 -50kg 경기에서는 준결승전에서 아제르바이잔의 스타드니크를 11-0으로 꺾었고 결승전에서는 중국의 쑨야난을 10-0으로 꺾었다. 이로써 그는 모든 경기를 실점 없는 테크니컬 폴 승리를 따내며 금메달을 획득했고 같은 해에 일본 정부로부터 자수포장을 받는 영예를 안게 된다.
스사키는 2022년부터 키츠 소속이 되었다. 2022년 3월 25일에는 스사키의 2020년 도쿄 하계 올림픽 레슬링 여자 자유형 -50kg급 금메달을 획득을 기념하는 골드 포스트 78호 우체통이 도쿄도 신주쿠구의 신주쿠 기타 우체국 앞에 설치되었는데 이는 일본 내각관방과 일본우편이 공동으로 진행한 골드포스트 프로젝트의 일환이었다. 그러나 같은 해 5월 25일에 본인의 희망에 따라 와세다 대학 와세다 캠퍼스 소다이 남문 거리의 오쿠마 기념 타워(26호관) 앞으로 이전되었다. 2022년 10월 기준 UWW 세계 랭킹에서는 1위에 올랐다.
2022년 6월에 열린 전일본 레슬링 선발 선수권 대회에서 세계 챔피언에 오른 요시모토에게 4-2 승리를 따내면서 우승했고 플레이오프에서 요시모토에게 8-0 승리를 따내면서 세계 선수권 국가대표 자격을 취득했다. 2022년 9월에 열린 세계 레슬링 선수권 대회에서는 결승에서 몽골 선수에게 폴 승리를 따내면서 모든 경기에서 무실점 우승을 달성했다. 이로써 국제 대회 데뷔 이래 계속된 외국 선수에 대한 연승 기록이 74연승으로 늘어났다. 같은 해 10월에 열린 세계 U-23 레슬링 선수권 대회에서는 결승전에서 인도 선수에게 폴 승리를 따내면서 우승했다. 이로써 그는 일본에서 남녀를 불문하고 사상 최초로 그랜드 슬램(유스, 주니어, 시니어, U-23, 세계 선수권, 올림픽)을 달성했다.